# カール・シュミット
カール・シュミット（ドイツ語: Carl Schmitt, 1888年7月11日 - 1985年4月7日）は、ドイツの思想家、法学者、政治学者、哲学者である。法哲学や政治哲学の分野に大きな功績を残している。

## 来歴
1888年、ドイツ・ヴェストファーレン地方のプレッテンベルクでカトリックの家に生まれた。ベルリン大学、ミュンヘン大学、ストラスブール大学などで学び、1916年、Der Wert des Staates und die Bedeutung des Einzelnen（『国家の価値と個人の意義』）で教授資格取得。同年、兵役につき、またセルビア人女性と結婚。
ボン大学、ベルリン商科大学、ケルン大学で教授を歴任した後、ナチス政権が成立した1933年から1945年まで、ベルリン大学教授。
独自の法学思想（後述）に依拠して、第一次大戦後のヴァイマル共和政下、議会制民主主義、自由主義を批判した。また、ナチスが政権を獲得した1933年からナチスに協力し、ナチスの法学理論を支えることになる。しかし、ナチス政権成立前に、著書『合法性と正統性』において、共産主義者と国家社会主義者を内部の敵として批判したことや、ユダヤ人のフーゴー・プロイスを称賛したことが原因で、1936年に失脚する。第二次世界大戦後に逮捕され、ニュルンベルク裁判で尋問を受けたが、不起訴となる。
その後、故郷プレッテンベルクに隠棲し、著述活動をつづけた。また1950年代からは国際法を研究した。隠棲してからも多くの人が訪れ、朋友であったエルンスト・ユンガーはもちろん、ヤーコプ・タウベスやアレクサンドル・コジェーヴらと親交した。
優柔不断な政治的ロマン主義者が最終的に権威に屈従していく過程を観つつ、思想的状況に「決断」を下す独裁者を要請した。また、『政治的なものの概念』等で展開された「友－敵理論」（政治の本質を敵と味方の峻別と規定）や例外状態理論は名高い。
1962年には当時スペイン内戦を制したフランコ政権下にあったスペインで19世紀のカール・フォン・クラウゼヴィッツからレーニンや毛沢東までのパルチザンの変容を考察した講義を持ち、その一部はのち『パルチザンの理論』として出版された。
ラインハルト・メーリング (Reinhard Mehring) の伝記によれば、シュミットは私生活において、極端な反ユダヤ主義、自己破壊的かつ強迫的な性欲、そしてブルジョワ的な生活への怒りによって深く苦しめられていたとされる。そして、これが彼の実際の行動に大きな影響を与えたと言われている。

## 影響
ヴァルター・ベンヤミン、レオ・シュトラウス、ジャック・デリダ、エティエンヌ・バリバール、ハンナ・アーレント、ジョルジョ・アガンベン、アントニオ・ネグリ、パオロ・ヴィルノ、スラヴォイ・ジジェク、アラン・バディウ、シャンタル・ムフ、ヤーコプ・タウベスらに影響を与えた。
とりわけアガンベン、デリダやムフらの読解によって、主権や例外状態といった諸概念は右派だけでなく左派の政治理論にも多大な影響を与えている。

### 新保守主義への影響
新保守主義（ネオコン）はレオ・シュトラウスを通じてシュミットから影響を受けているともされる。アルバート・ゴンザレスやジョン・ユーらの法学論文がその代表的なものであるが、カール・シュミットの論文を真似、テロとの戦いという繊細な政治的課題に「不法な戦闘員」といった定義を挿入することにより、大統領行政特権（Unitary executive theory）による執行の正当化を試みている。これらの論は、 拷問禁止条約などジュネーブ条約の人権保護規定や、NSAのテロリスト調査計画を排除しかねないと言われている。
また、デイヴィッド・ルーバン教授はシュミットに関する研究論文の数について、1980年から1990年までは5件のみであったところ、1990年から2000年までは114件、2000年以来は420件となっており、5年毎にほぼ2倍になっていることを指摘している。

### 中国への影響
中華人民共和国では、香港国家安全法など中国の強権的な政策を正当化している強世功ら新権威主義の論客に見られるシュミットの影響が指摘されている。

## 著書
第二次大戦前、戦中期
- Über Schuld und Schuldarten. Eine terminologische Untersuchung (1910)
- Gesetz und Urteil. Eine Untersuchung zum Problem der Rechtspraxis (1912)
- Der Wert des Staates und die Bedeutung des Einzelnen (1914)
- Die Buribunken (1917)
- Politische Romantik (1919)
大久保和郎訳『政治的ロマン主義』（みすず書房、1970年、新版2012年・野口雅弘解説）、第2版の訳・原著1925年
橋川文三訳『政治的ロマン主義』（未来社、新版1982年）
- Die Diktatur: von den Anfangen des modernen Souveränitätsgedankens bis zum proletarischen Klassenkampf (1921)
田中浩・原田武雄訳『独裁――近代主権論の起源からプロレタリア階級闘争まで』（未來社、1991年）、第3版の訳・原著1964年
- Politische Theologie (1922)
田中浩・原田武雄訳『政治神学』（未來社、1971年）、第2版の訳・原著1934年
中山元訳『政治神学　主権の学説についての四章』（日経BPクラシックス、2021年）
権左武志訳『政治的神学』（岩波文庫、2024年）
- Die geistesgeschichtliche Lage des heutigen Parlamentarismus(1922, 2.erw. Aufl. 1926)
稲葉素之訳『現代議会主義の精神史的地位』（みすず書房、1972年）、第2版の訳・原著1926年
樋口陽一訳『現代議会主義の精神史的地位』（岩波文庫、2015年）、「議会主義と現代の大衆民主主義との対立」を併録
下記の『シュミット著作集』第I巻の②及び④を元に、改訂補正を行った版。
- Verfassungslehre (1928)
阿部照哉・村上義弘訳『憲法論』（みすず書房、1974年、新版2018年ほか）
- Die Diktatur des Reichspräsidenten nach Artikel 48 der Weimarer Verfassung (1929)
田中浩・原田武雄訳『大統領の独裁』（未來社、1974年）
- Der Begriff des Politischen (1932)
田中浩・原田武雄訳『政治的なものの概念』（未來社、1970年）
清水幾太郎訳『政治の本質』（中公文庫、2017年、解説苅部直）- ヴェーバー『職業としての政治』を併録
権左武志訳『政治的なものの概念』（岩波文庫、2022年）
中山元訳『政治的なものの概念』（光文社古典新訳文庫、2025年）
- Legalität und Legitimität (1932)
田中浩・原田武雄訳『合法性と正当性』（未來社、1983年）、第2版の訳・原著1968年
- Der Leviathan in der Staatslehre des Thomas Hobbes (1938)
長尾龍一訳『リヴァイアサン――近代国家の生成と挫折』（福村出版、1972年）
- Positionen und Begriffe im Kampf mit Weimar - Genf - Versailles 1923-1939 (1940)
長尾龍一訳『現代帝国主義論――戦争と平和の批判的考察』（福村出版、1972年）
- Land und Meer: eine weltgeschichtliche Betrachtung (1942)
生松敬三・前野光弘訳『陸と海と――世界史的一考察』（福村出版、1971年／慈学社、2006年）
中山元訳『陸と海　世界史的な考察』（日経BPクラシックス、2018年）

第二次大戦後
- Der Nomos der Erde im Völkerrecht des Jus Publicum Europaeum (1950)
新田邦夫訳『大地のノモス――ヨーロッパ公法という国際法における（上・下）』（福村出版、1976年）
『大地のノモス』（慈学社、2007年）、改訳版
- Hamlet oder Hekuba. Der Einbruch der Zeit in das Spiel (1956)
初見基訳『ハムレットもしくはヘカベ』（みすず書房、1998年）
- Theorie des Partisanen: Zwischenbemerkung zum Begriff des Politischen (1963)
新田邦夫訳『パルチザンの理論――政治的なるものの概念についての中間所見』（福村出版、1972年）
『パルチザンの理論』（筑摩書房<ちくま学芸文庫>、1995年）、改訳版
- Politische Theologie II. Die Legende von der Erledigung jeder Politischen Theologie (1970)
長尾龍一訳『政治神学再論』（福村出版、1980年）
- Das internationale Verbrechen des Angriffskrieges (1993)
ヘルムート・クヴァーリチュ編、新田邦夫訳『攻撃戦争論』（信山社、2000年）
- Ernst Jünger — Carl Schmitt. Briefe 1930-1983 (1999)
ヘルムート・キーゼル編、山本尤訳『ユンガー=シュミット往復書簡』（法政大学出版局、2005年）
- 『政治思想論集』（服部平治・宮本盛太郎訳、社会思想社、1974年）
『政治思想論集』（ちくま学芸文庫、2013年）、改訳版
- 『カール・シュミット時事論文集――ヴァイマール・ナチズム期の憲法・政治論議』
（古賀敬太・佐野誠訳、風行社、2000年）
- 『カール・シュミット著作集』（慈学社（I・II）、2007年）
長尾龍一編、田中成明・樋口陽一・長尾龍一ほか訳
第I巻収録論文〔1922―1934〕
  1. 政治神学（1922年、長尾龍一訳）
  2. 現代議会主義の精神史的状況（1923年、樋口陽一訳）
  3. ローマカトリック教会と政治形態（1925年、小林公訳）
  4. 議会主義と現代の大衆民主主義との対立（1926年、樋口陽一訳）
  5. 国際連盟とヨーロッパ（1928年、長尾龍一訳）
  6. ライン地域の国際法的諸問題（1928年、長尾龍一訳）
  7. 中立化と脱政治化の時代（1929年、長尾龍一訳）
  8. フーゴー・プロイス（1930年、上原行雄訳）
  9. 政治的なものの概念（1932年、菅野喜八郎訳）
  10. 現代帝国主義の国際法的諸形態（1932年、長尾龍一訳）
  11. ライヒ・国家・連邦（1933年、長尾龍一訳）
  12. 法学的思惟の三種類（1934年、加藤新平・田中成明訳）

第II巻収録論文〔1936―1970〕
  1. 「ドイツ法学におけるユダヤ人」学会への結語（1936年、長尾龍一訳）
  2. ホッブズと全体主義（1937年、長尾龍一訳）
  3. 全面の敵・総力戦・全体国家（1937年、長尾龍一訳）
  4. レヴィアタン――その意義と挫折（1938年、長尾龍一訳）
  5. 戦争概念と敵概念（1938年、長尾龍一訳）
  6. 日本の「アジア・モンロー主義」（1939年、長尾龍一訳）
  7. ジャン・ボダンと近代国家の成立（1941年、長尾龍一訳）
  8. 獄中記――故ヴィルヘルム・アールマン博士を追憶して（1950年、長尾龍一訳）
  9. 価値による専制（1967年、森田寛二訳）
  10. 政治神学Ⅱ――「あらゆる政治神学は一掃された」という伝説（1970年、新正幸・長尾龍一訳）

## 研究書
- 宮本盛太郎、初宿正典 編 『カール=シュミット論集』 木鐸社、1988年
- 和仁陽 『教会・公法学・国家―初期カール=シュミットの公法学』 東京大学出版会、1990年、ISBN 4-13-031140-9
- 田中浩 『カール・シュミット―魔性の政治学』 未来社、1992年　ISBN 978-4-624-30074-6
- 佐野誠 『ヴェーバーとナチズムの間―近代ドイツの法・国家・宗教』 名古屋大学出版会、1993年、ISBN 4-8158-0211-4
- 古賀敬太 『カール・シュミットとカトリシズム―政治的終末論の悲劇』 創文社、1999年、ISBN 4-423-71048-X
- 竹島博之 『カール・シュミットの政治―「近代」への反逆』』 風行社、2001年、ISBN  4-938662-58-2
- 佐野誠 『近代啓蒙批判とナチズムの病理―カール・シュミットにおける法・国家・ユダヤ人』 創文社、2003年、ISBN 4-423-71057-9
- 臼井隆一郎編 『カール・シュミットと現代』 沖積舎、2005年、ISBN 4-8060-3045-7
- シャンタル・ムフ編 『カール・シュミットの挑戦』 古賀敬太・佐野誠編訳、風行社、2006年、ISBN 4-938662-85-X
- 古賀敬太 『シュミット・ルネッサンス―カール・シュミットの概念的思考に即して』 風行社、2007年、ISBN 978-4-938662-97-4
- 石川健治 『自由と特権の距離―カール・シュミット「制度体保障」論・再考〔増補版〕』 日本評論社、2007年、ISBN  978-4-535-51578-9
- 大竹弘二 『正戦と内戦: カール・シュミットの国際秩序思想』 以文社、2009年、ISBN 9784753102716
- 牧野雅彦 『危機の政治学　カール・シュミット入門』　講談社選書メチエ、2018年、ISBN 9784062586733
- 蔭山宏 『カール・シュミット　ナチスと例外状況の政治学』 中公新書、2020年、ISBN 9784121025975
- ラインハルト・メーリング 『カール・シュミット入門』 藤崎剛人訳、書肆心水、2022年、ISBN 9784910213248
- 黒田覚 『憲法に於ける象徴と主権』有斐閣、1946年10月